# The Game Awards 2015

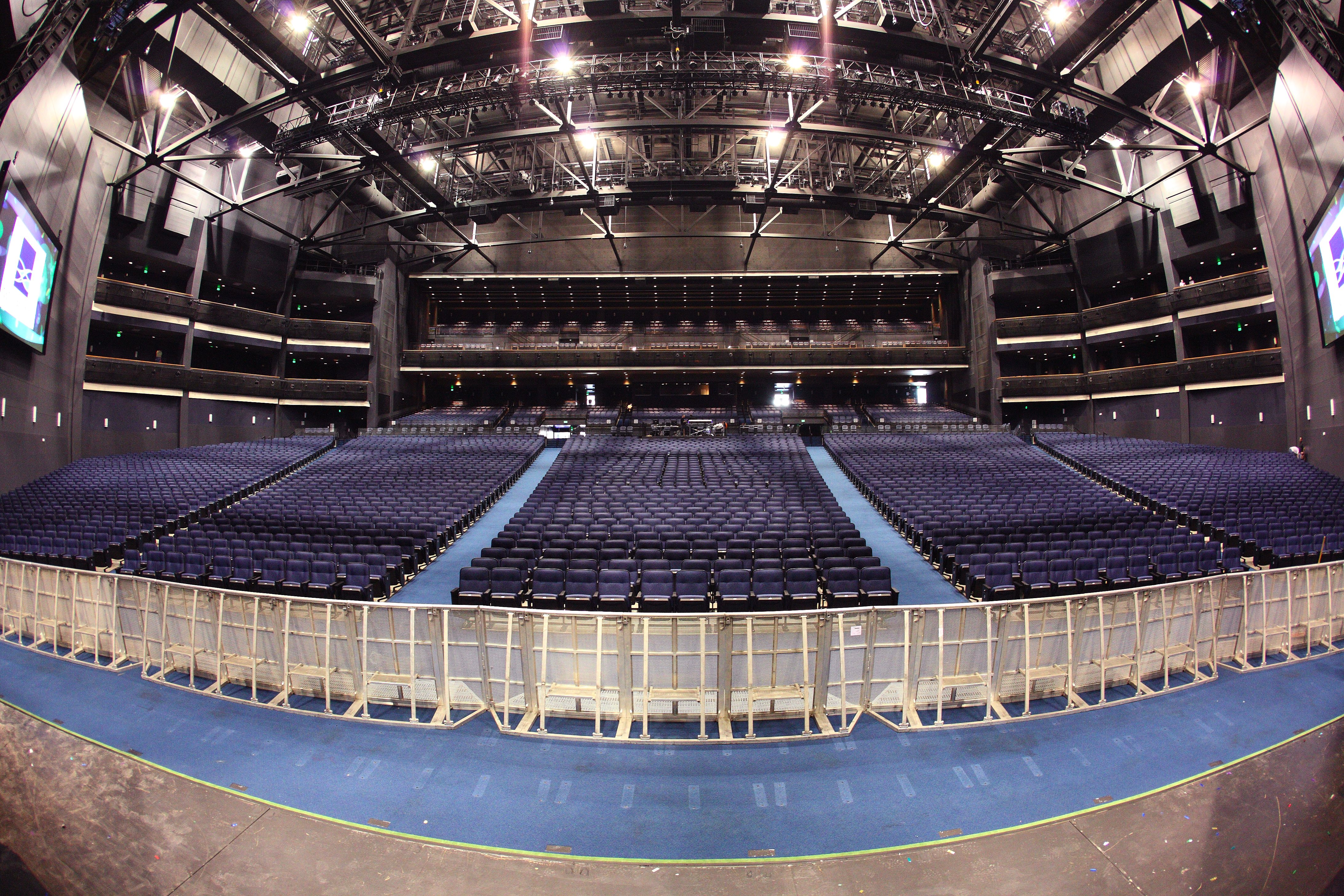
Per l'edizione del 2015, la cerimonia è stata spostata dal The AXIS Auditorium al Microsoft Theater in California

I The Game Awards 2015, premiazione dedicata ai migliori videogiochi e successi in campo videoludico dell'anno, si sono svolti al Microsoft Theater di Los Angeles, California, il 3 dicembre 2015. Seconda edizione dei The Game Awards, la cerimonia è stata prodotta e ospitata da Geoff Keighley, come la precedente. The Witcher 3: Wild Hunt ha vinto il premio Gioco dell'anno dello show. L'evento ha visto esibizioni dal vivo di Chvrches, Ben Harper, Stephanie Joosten e Deadmau5.

## Anteprime
La cerimonia di quest'anno vide 10 anteprime mondiali, tra cui Batman: The Telltale Series e The Walking Dead: Michonne di Telltale Games, Psychonauts 2 di Double Fine Productions e  Rock Band VR di Harmonix. Vennero mostrati anche trailers per videogiochi in dirittura d'arrivo, quali Far Cry Primal di Ubisoft, Uncharted 4: Fine di un ladro di Naughty Dog, Quantum Break  di Remedy Entertainment e Star Citizen di Cloud Imperium Games. Furono rivelate trasposizioni e versioni di videogiochi rimasterizzate tra cui un porting per Xbox One di Rocket League e una versione restaurata di Shadow Complex.
Il broadcasting dell'evento ha ottenuto un'audience di circa 2,3 milioni di spettatori in tutto il mondo, superando così i risultati ottenuti con la prima edizione della cerimonia.

## Candidati e vincitori
Le candidature per i The Game Awards 2015 vennero rivelate il 13 novembre 2015. I videogiochi candidati avrebbero dovuto avere una data di pubblicazione non successiva al 24 novembre dello stesso anno per essere in lista.
I vincitori vennero annunciati durante la cerimonia, il 3 dicembre 2015. Questi ultimi sono evidenziati in grassetto.

### Votati dalla giuria
| Videogioco dell'anno | Sviluppatore dell'anno |
| --- | --- |
| - The Witcher 3: Wild Hunt – sviluppato da CD Projekt RED - Bloodborne – sviluppato da FromSoftware - Fallout 4 – sviluppato da Bethesda Game Studios - Metal Gear Solid V: The Phantom Pain – sviluppato da Kojima Productions - Super Mario Maker – sviluppato da Nintendo | - CD Projekt RED - Bethesda Game Studios - FromSoftware - Kojima Productions - Nintendo |
| Miglior videogioco indipendente | Miglior videogioco portatile/mobile |
| - Rocket League – sviluppato da Psyonix - Axiom Verge – sviluppato da Tom Happ - Her Story – sviluppato da Sam Barlow - Ori and the Blind Forest – sviluppato da Moon Studios - Undertale – sviluppato da Toby Fox | - Lara Croft GO – sviluppato da Square Enix Montréal - Downwell – sviluppato da Moppin - Fallout Shelter – sviluppato da Bethesda Game Studios e Behaviour Interactive - Monster Hunter 4 Ultimate – sviluppato da Capcom - Pac-Man 256 – sviluppato da Hipster Whale                                                                                |
| Miglior narrativa | Miglior direzione artistica |
| - Her Story – scritto da Sam Barlow - Life Is Strange – scritto da Christian Divine e Jean-Luc Cano - Tales from the Borderlands – scritto da Pierre Shorette, Adam Hines, Jeremy Breslau, Chuck Jordan, Eric Stirpe, Anthony Burch, e Zack Keller - The Witcher 3: Wild Hunt – scritto da Marcin Blacha e Borys Pugacz-Muraszkiewicz - Until Dawn – scritto da Graham Reznick e Larry Fessenden | - Ori and the Blind Forest – sviluppato da Moon Studios - Batman: Arkham Knight – sviluppato da Rocksteady Studios - Bloodborne – sviluppato da FromSoftware - Metal Gear Solid V: The Phantom Pain – sviluppato da Kojima Productions - The Witcher 3: Wild Hunt – sviluppato da CD Projekt RED                                                     |
| Miglior colonna sonora | Miglior interpretazione |
| - Metal Gear Solid V: The Phantom Pain – realizzata da Ludvig Forssell, Justin Burnett, e Daniel James - Fallout 4 – realizzata da Inon Zur - Halo 5: Guardians – realizzata da Kazuma Jinnouchi - Ori and the Blind Forest – realizzata da Gareth Coker - The Witcher 3: Wild Hunt – realizzata da Marcin Przybyłowicz, Mikolai Stroinski, e Percival                                           | - Viva Seifert interprete di "Hannah Smith" – in Her Story - Ashly Burch interprete di "Chloe Price" – in Life Is Strange - Camilla Luddington interprete di "Lara Croft" – in Rise of the Tomb Raider - Doug Cockle interprete di "Geralt di Rivia" – in The Witcher 3: Wild Hunt - Mark Hamill interprete di "Il Joker" – in Batman: Arkham Knight |
| Games for Impact | Miglior videogioco sparatutto |
| - Life Is Strange – sviluppato da Dontnod Entertainment - Cibele – sviluppato da Star Maid Games - Her Story – sviluppato by Sam Barlow - Sunset – sviluppato da Tale of Tales - Undertale – sviluppato da Toby Fox | - Splatoon – sviluppato da Nintendo - Call of Duty: Black Ops III – sviluppato da Treyarch - Destiny: Il Re dei Corrotti – sviluppato da Bungie - Halo 5: Guardians – sviluppato da 343 Industries - Star Wars Battlefront – sviluppato da EA Digital Illusions CE                                                                                   |
| Miglior videogioco d'avventura dinamica | Miglior videogioco di ruolo |
| - Metal Gear Solid V: The Phantom Pain – sviluppato da Kojima Productions - Assassin's Creed: Syndicate – sviluppato da Ubisoft Quebec - Batman: Arkham Knight – sviluppato da Rocksteady Studios - Ori and the Blind Forest – sviluppato da Moon Studios - Rise of the Tomb Raider – sviluppato da Crystal Dynamics                                                                             | - The Witcher 3: Wild Hunt – sviluppato da CD Projekt RED - Bloodborne – sviluppato da FromSoftware - Fallout 4 – sviluppato da Bethesda Game Studios - Pillars of Eternity – sviluppato da Obsidian Entertainment - Undertale – sviluppato da Toby Fox                                                                                              |
| Miglior videogioco picchiaduro | Miglior videogioco per famiglie |
| - Mortal Kombat X – sviluppato da NetherRealm Studios - Guilty Gear Xrd –SIGN– – sviluppato da Arc System Works Team Red - Rise of Incarnates – sviluppato da Bandai Namco Entertainment - Rising Thunder – sviluppato da Radiant Entertainment | - Super Mario Maker – sviluppato da Nintendo - Disney Infinity 3.0 – sviluppato da Avalanche Software, Ninja Theory, Studio Gobo, Sumo Digital e United Front Games - LEGO Dimensions – sviluppato da Traveller's Tales - Skylanders: SuperChargers – sviluppato da Vicarious Visions e Beenox - Splatoon – sviluppato da Nintendo                   |
| Miglior videogioco sportivo/simulatore di guida | Miglior videogioco multigiocatore |
| - Rocket League – sviluppato da Psyonix - FIFA 16 – sviluppato da EA Canada - Forza Motorsport 6 – sviluppato da Turn 10 Studios - NBA 2K16 – sviluppato da Visual Concepts - Pro Evolution Soccer 2016 – sviluppato da PES Productions | - Splatoon – sviluppato da Nintendo - Call of Duty: Black Ops III – sviluppato da Treyarch - Destiny: Il Re dei Corrotti – sviluppato da Bungie - Halo 5: Guardians – sviluppato da 343 Industries - Rocket League – sviluppato da Psyonix |

### Votati dai fan
| Videogioco più atteso | Giocatore di sport elettronici dell'anno |
| --- | --- |
| - No Man's Sky – in sviluppo da Hello Games - Horizon Zero Dawn – in sviluppo da Guerrilla Games - Quantum Break – in sviluppo da Remedy Entertainment - The Last Guardian – in sviluppo da genDESIGN e SCE Japan Studio - Uncharted 4: Fine di un ladro – in sviluppo da Naughty Dog | - Kenny "KennyS" Schrub – Counter-Strike: Global Offensive - Lee "Faker" Sang-hyeok – League of Legends - Olof "olofmeister" Kajbjer – Counter-Strike: Global Offensive - Peter "ppd" Dager – Dota 2 - Syed Sumail "Suma1L" Hassan – Dota 2                                                                                             |
| Squadra di sport elettronici dell'anno | Videogioco di sport elettronici dell'anno |
| - OpTic Gaming - Evil Geniuses - Fnatic - SK Telecom T1 - Team SoloMid | - Counter-Strike: Global Offensive – sviluppato da Hidden Path Entertainment e Valve Corporation - Call of Duty: Advanced Warfare – sviluppato da Sledgehammer Games - Dota 2 – sviluppato da Valve Corporation - Hearthstone: Heroes of Warcraft – sviluppato da Blizzard Entertainment - League of Legends – sviluppato da Riot Games |
| Trending Gamer | Miglior creazione dei fan |
| - Greg Miller - TotalBiscuit - Christopher "MonteCristo" Mykles - Markiplier - PewDiePie | - Portal Stories: Mel – di Prism Studios - GTA V – Targets – di Hoodoo Operator - Real GTA – di Corridor Digital - Twitch Plays Dark Souls – di Twitch Community |

### Premio onorario
| Icona dell'industria                               |
| -------------------------------------------------- |
| - Brett Sperry and Louis Castle (Westwood Studios) |

## Videogiochi con più candidature e premi
| Candidature | Videogioco                           |
| ----------- | ------------------------------------ |
| 6           | The Witcher 3: Wild Hunt             |
| 4           | Her Story                            |
| 4           | Metal Gear Solid V: The Phantom Pain |
| 4           | Ori and the Blind Forest             |
| 3           | Batman: Arkham Knight                |
| 3           | Bloodborne                           |
| 3           | Fallout 4                            |
| 3           | Halo 5: Guardians                    |
| 3           | Life Is Strange                      |
| 3           | Rocket League                        |
| 3           | Splatoon                             |
| 3           | Undertale                            |
| 2           | Call of Duty: Black Ops III          |
| 2           | Destiny: Il Re dei Corrotti          |
| 2           | Rise of the Tomb Raider              |
| 2           | Super Mario Maker                    |

| Premi | Videogioco                           |
| ----- | ------------------------------------ |
| 2     | Her Story                            |
| 2     | Metal Gear Solid V: The Phantom Pain |
| 2     | Rocket League                        |
| 2     | Splatoon                             |
| 2     | The Witcher 3: Wild Hunt             |

### Esplicative
1. ↑  Per "Games for Impact" si intende quei videogiochi dall'alto impatto emotivo o tematico, così da coinvolgere questioni legate alla società e al di fuori del medium videoludico.

1. ↑  Con "Tranding Gamer" si intende una figura d'intrattenimento legata ai videogiochi che durante l'anno ha mostrato e conosciuto un periodo di dirompente ascesa sul pubblico di Internet e nei social media.

### Fonti
1. ↑  (EN) Watch Chvrches Perform “Leave A Trace” At The 2015 Game Awards, su Stereogum, 4 dicembre 2015. URL consultato il 6 ottobre 2021.
2. ↑  (EN) 10 "World Premieres" Slated for 2015 Game Awards, su GameSpot, 25 novembre 2015. URL consultato il 10 aprile 2018.
3. ↑  (EN) The Game Awards audience up 65 percent to 3.8M, su Polygon, 6 dicembre 2016. URL consultato il 10 aprile 2018.
4. 1 2  (EN) Here are the nominees for The Game Awards 2015, su Polygon, 13 november 2015. URL consultato il 10 aprile 2018.
5. ↑  (EN) Here are the winners of The Game Awards 2015, su Polygon, 3 dicembre 2015. URL consultato il 10 aprile 2018.